# MNDR
MNDR sind ein US-amerikanisches Duo, das elektronische Musik produziert.
Gegründet wurde die Gruppe 2009 von Amanda Warner und Peter Wade in New York. Wenige Monate später erschien ihre erste Single C.L.U.B. Im April 2010 wurde ihre erste EP mit dem Titel E.P.E. auf den Markt gebracht. Im Juni 2010 wurde mit Bang Bang Bang ein Featuring der Band mit Mark Ronson, The Business INTL. und Q-Tip veröffentlicht. Bei diesem Song waren Warner und Wade auch als Songwriter beteiligt.

## Diskografie
Alben
- 2012: Feed Me Diamonds

EPs
- 2010: E.P.E.
- 2015: Dance 4 A Dollar (featuring Sweet Valley)

Singles
- 2009: C.L.U.B.
- 2010: Caligula
- 2010: Bang Bang Bang (Mark Ronson & The Business INTL. featuring Q-Tip & MNDR)
- 2011: Cut Me Out
- 2012: #1 in Heaven
- 2012: Faster Horses
- 2012: Feed Me Diamonds
- 2012: Always on the Mind (Psychobuildings featuring MNDR)
- 2013: Go with It (TOKiMONSTA featuring MNDR)
- 2013: Let Go (RAC featuring Kele & MNDR)
- 2015: Kimono

Remixe
- 2011: Foster the People – Pumped Up Kicks (MNDR 4-Track Remix)
- 2011: Austra – Spellwork (MNDR Nighttime Remix)
- 2012: Ssion – Psy-Chic (Chops and Screws MNDR Remix)
- 2013: Metric – Breathing Underwater (MNDR Remix)